# Cuencas altiplánicas de Chile
Las Cuencas altiplánicas de Chile son el ítem número 010 del inventario de cuencas de Chile (BNA) que incluye varias cuencas endorreicas del altiplano de Chile ubicadas en la Región de Arica y Parinacota y en la Región de Tarapacá.: 22  Esta construcción administrativa, entonces, no es una cuenca natural, sino un enlace entre cuencas naturales chilenas y otras compartidas entre Bolivia, Chile y Perú.
En el inventario de cuencas de Chile (DARH), elaborado en 2014, este ítem ha sido reemplazado por varios ítems, por cierto, las cuencas naturales del río Uchusuma, código 1500, la cuenca del río Lauca, código 1503, la cuenca del salar de Surire, 1506, por el ítem 0100 denominado cuencas altiplánicas desde río Sacaya hasta límite Regional Norte y en su extremo austral, por el ítem 0104 denominado cuencas altiplánicas desde límite Regional Sur hasta salar Huayco.
En las cuencas del Altiplano (Andes centrales), las aguas cruzan las fronteras internacionales sin consideraciones políticas ya que los límites fronterizos no fueron trazadas según las hoyas hidrográficas, como en el centro de Chile. El río Uchusuma, por ejemplo, nace en Perú, cruza Chile y vierte sus aguas finalmente en territorio boliviano, o el río Sacaya nace en Bolivia, cruza a Chile y luego vuelve a su país de origen con el nombre río Cancosa. Una excepción es el río Caquena, que durante una parte de su trayecto establece la frontera entre Bolivia y Chile.
Sin duda la mayor de las cuencas naturales de esa zona es el sistema endorreico Titicaca-Desaguadero-Poopó-Salar de Coipasa (TDPS), que lleva aguas desde la zona de drenaje del lago Titicaca hacia el sur hasta el lago Coipasa en el sur, y drena territorios bolivianos, chilenos y peruanos.
También existen hoyas endorreicas que evaporan sus aguas en Chile y otras que superficialmente son endorreicas pero que entregan sus aguas subterráneamente a otras, como el lago Chungará que no tiene emisario (superficial) pero que se ha demostrado que entrega sus aguas a las lagunas de Cotacotani.

Mapa a dos hojas de las cuencas altiplánicas de Chile.

## Límites

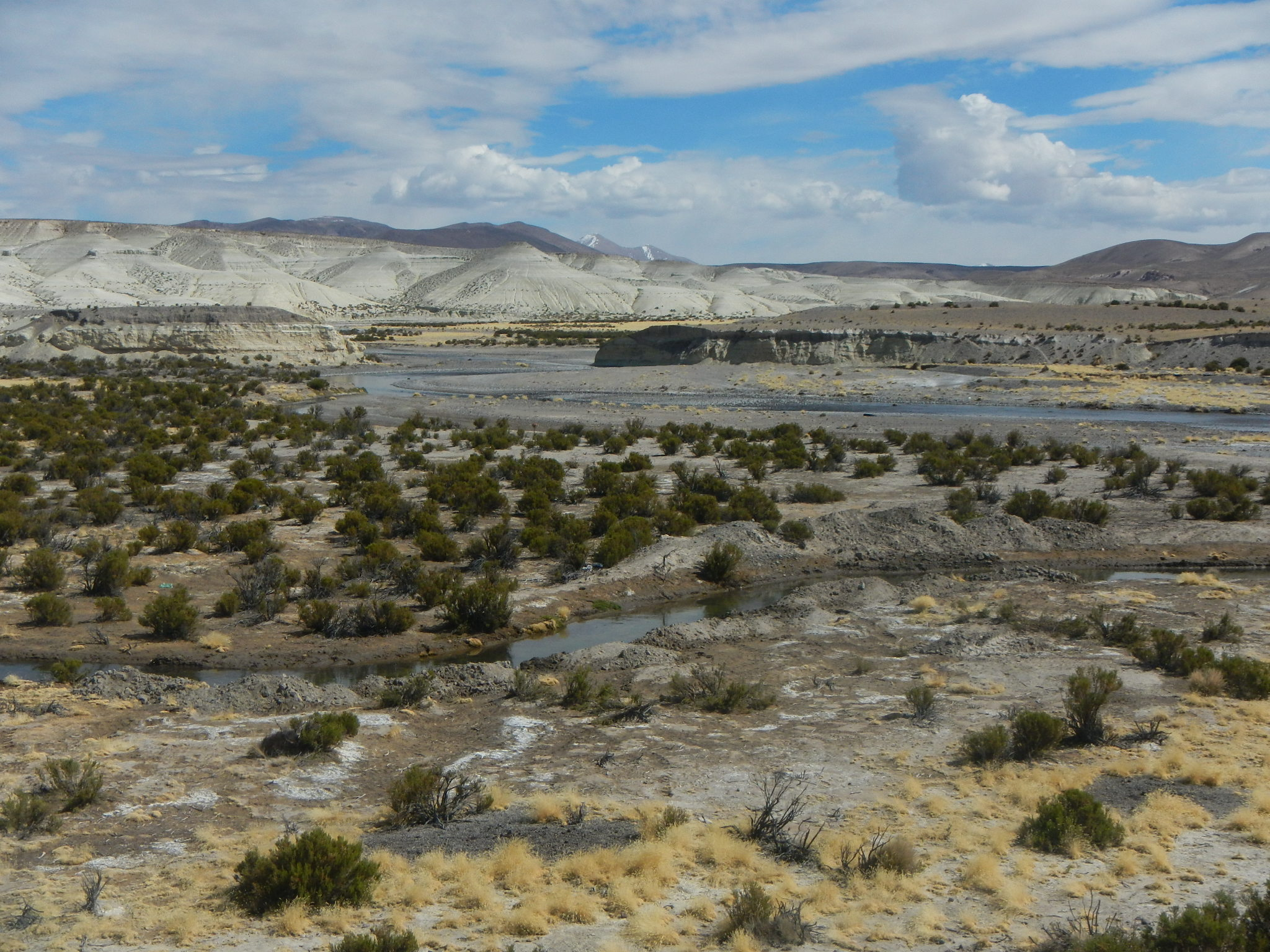
Valle del río Lauca en la Región de Arica y Parinacota.

Desembocadura del río Lauca en el lago Coipasa.

Desde el punto de vista hidrográfico, hacia el oriente y hacia el norte sus cuencas continúan por sobre las fronteras políticas. El TDPS limita al norte con la cuenca del río Amazonas y al oriente con la cuenca del río de La Plata. Ambas desaguan en el océano Atlántico.
Hacia el poniente limitan con las cuencas andinas que desaguan en el océano Pacífico, esta son de norte a sur: la cuenca del río Caplina, la de la quebrada Escritos, la de la quebrada de La Concordia, la cuenca del río Lluta, la cuenca del río San José, la cuenca del río Camarones, la quebrada de Camiña y la pampa del Tamarugal.

## Población y Regiones

Mapa del centro de América del Sur. En línea punteada se muestra el límite interior chileno de la cuenca 010.

El sistema de información y monitoreo de biodiversidad del Ministerio del Medio Ambiente de Chile señala la siguiente distribución de la superficie de la cuenca entre las comunas (el porcentaje es de la cuenca):
| Región             | Provincia  | Comuna        | Hectáreas   | Porcentaje |
| ------------------ | ---------- | ------------- | ----------- | ---------- |
| Tarapacá           |            |               | 677.093,09  | 59,558%    |
|                    | Tamarugal  |               | 677.093,09  | 59,558%    |
|                    |            | Pozo Almonte  | 2.444,906   | 0,215%     |
|                    |            | Colchane      | 301.182,761 | 26,492%    |
|                    |            | Pica          | 373.465,422 | 32,85%     |
| Arica y Parinacota |            |               | 454.998,08  | 40,022%    |
|                    | Parinacota |               | 454.604,149 | 39,988%    |
|                    |            | Putre         | 372.962,86  | 32,806%    |
|                    |            | General Lagos | 81.641,289  | 7,181%     |
|                    |            | Arica         | 393,931     | < 0,1%     |
|                    |            | Camarones     | 393,931     | < 0,1%     |

El año 2003, la Región de Tarapacá incluía aún a Arica y Parinacota. En ese momento, un estudio de la Cominisión Nacional de Riego estimaba que el 95 % de la población de la Primera Región (Arica, Parinacota e Iquique) vivía en la franja costera, especialmente en las ciudades de Iquique y Arica. Solamente el 5 % lo hacía en localidades rurales con una densidad poblacional de solamente 0,4 hab./km² (habitantes por kilómetro cuadrado). Solamente un 5 % de la población se ve como aimara.

## Recursos hídricos
El registro 010 tiene la característica de ser endorreico y su descarga corresponde a la evaporación desde salares y lagunas. Estos recursos en una cierta proporción sostienen ecosistemas de vegas y bofedales o de lagunas de delicado equilibrio ecológico.: 4 
Con el tiempo ha aumentado la demanda por agua por sus diferentes beneficios. Empresas mineras, turísticas, de electricidad, agricultores y también grupos que buscan mantener intacto el medio ambiente compiten por mejorar, desde su punto de vista, el uso de las aguas. El estado trata por medio de leyes regular el uso de las aguas.: 4 

## Subdivisiones
La Dirección General de Aguas subdivide o reúne las cuencas de Chile acorde a las necesidades de estudio y gestión. Existen dos inventarios que han logrado ser aceptados como principales, el inventario de cuencas del Banco Nacional de Aguas (BNA) de 1978, de mayor uso, y el inventario de cuencas del Departamento de Administración de Recursos Hídricos (DARH) de 2014 de mejor cartografía que ha obligado a redefinir algunos límites, a veces con cambios mayores, pero también por algunas redefiniciones del concepto de subcuenca.
Bajo el BNA el código del ítem es 010. En inventario DARH el área está representada por 6 ítems, de norte a sur: 1500, 1503, 1506 en la Región de Arica y Parinacota, y 0100 y 0105 en la Región de Tarapacá. 
La subdivisión del BNA es como sigue:
| Cuenca                  | Subcuenca | Subsubcuenca | Aguas                                              | Área drenaje | Observaciones                                                                                          |
| ----------------------- | --------- | ------------ | -------------------------------------------------- | ------------ | --- |
| 010 Altiplánicas (mapa) |           |              |                                                    |              | |
| 010                     | 0100      | 01000        | Ríos Uchusuma, Colpas, Putani y Cosapilla          | 817          | Vierten en el río Mauri, río Desaguadero, lago Poopó, río Laca Jahuira y finalmente en el lago Coipasa |
| 010                     | 0100      | 01001        | Río Caquena hasta frontera (río Cosapilla)         | 546          | Vierten en el río Mauri, río Desaguadero, lago Poopó, río Laca Jahuira y finalmente en el lago Coipasa |
| 010                     | 0101      | 01010        | Lago Chungará                                      | 283          | Vierten a través de las lagunas de Cotacotani y el río Lauca que lo hace entonces en el lago Coipasa   |
| 010                     | 0102      | 01020        | Río Lauca antes río Guallatire                     | 1262         | Vierten a través de las lagunas de Cotacotani y el río Lauca que lo hace entonces en el lago Coipasa   |
| 010                     | 0102      | 01021        | Río Lauca entre antes río Guallatire y la frontera | 1094         | Vierten a través de las lagunas de Cotacotani y el río Lauca que lo hace entonces en el lago Coipasa   |
| 010                     | 0103      | 01030        | Salar de Surire                                    | 562          | Sus aguas terminan en el salar, en Chile.                                                              |
| 010                     | 0104      | 01040        | Estero Sencata                                     | 364          | |
| 010                     | 0104      | 01041        | Quebrada Manque                                    | 1045         | |
| 010                     | 0104      | 01042        | Río de Cariquina (Cariquima)                       | 1418         | Vierte en el L. Coipasa                                                                                |
| 010                     | 0104      | 01043        | Salar Coipasa-límite Bolivia                       | 179          | Destino final de las aguas del sistema TDPS                                                            |
| 010                     | 0104      | 01044        | Río Sacaya                                         | 620          | Vierte directamente en el L. Coipasa                                                                   |
| 010                     | 0105      | 01050        | Río Collacagua                                     | 1091         | Vierte en el Salar de Huasco                                                                           |
| 010                     | 0105      | 01051        | Salar de Huasco                                    | 600          | |
| 010                     | 0106      | 01060        | Quebradas de Carcas y de Napa                      | 100          | |
| 010                     | 0107      | 01070        | Salar de Coposa                                    | 1111         | |
| 010                     | 0108      | 01080        | Salar de Michincha                                 | 276          | |
| total:                  | 9         | 16           | Región: XV - I (40-60 %)/tipo: endorreica/desemb.: | 11368 km²    | Compartida con Perú y Bolivia                                                                          |

La disposición de cuencas en el inventario DARH es la siguiente:
| Código       | Nombre                                                            | Código en mapa                                                    | Tipología de cuenca                                               | Vertiente de cuenca                                               | Origen de cuenca                                                  | Temperatura media anual (C°)                                      | Temperatura máxima (C°)                                           | Temperatura mínima (C°)                                           | Precipitación anual (mm)                                          | Número de estaciones fluviométricas                               | Número de estaciones pluviométricas                               | Área (km²)                                                        |
| ------------ | ----------------------------------------------------------------- | ----------------------------------------------------------------- | ----------------------------------------------------------------- | ----------------------------------------------------------------- | ----------------------------------------------------------------- | ----------------------------------------------------------------- | ----------------------------------------------------------------- | ----------------------------------------------------------------- | ----------------------------------------------------------------- | ----------------------------------------------------------------- | ----------------------------------------------------------------- | ----------------------------------------------------------------- |
| 1500         | Río Uchusuma                                                      | Río Uchusuma                                                      | Río Uchusuma                                                      | Río Uchusuma                                                      | Río Uchusuma                                                      | Río Uchusuma                                                      | Río Uchusuma                                                      | Río Uchusuma                                                      | Río Uchusuma                                                      | Río Uchusuma                                                      | Río Uchusuma                                                      | Río Uchusuma                                                      |
| 150000       | Río Uchusuma                                                      | 0                                                                 | Endorreica                                                        | NA                                                                | Pluvial                                                           | 6.2                                                               | 17.5                                                              | -7.6                                                              | 324.1                                                             | 0                                                                 | 0                                                                 | 403.6                                                             |
| 150001       | Río Putani                                                        | 0                                                                 | Endorreica                                                        | NA                                                                | Pluvial                                                           | 7.4                                                               | 18.7                                                              | -6.3                                                              | 334.9                                                             | 0                                                                 | 0                                                                 | 936.4                                                             |
| 15000100     | Río Putani hasta frontera                                         | 1                                                                 | Endorreica                                                        | NA                                                                | Pluvial                                                           | 4.8                                                               | 16.0                                                              | -9.0                                                              | 332.7                                                             | 0                                                                 | 1                                                                 | 452.5                                                             |
| 150002       | Río Caquena                                                       | 0                                                                 | Endorreica                                                        | NA                                                                | Pluvial                                                           | 2.8                                                               | 14.0                                                              | -11.2                                                             | 332.4                                                             | 4                                                                 | 1                                                                 | 1350.7                                                            |
| ...          |                                                                   |                                                                   |                                                                   |                                                                   |                                                                   |                                                                   |                                                                   |                                                                   |                                                                   |                                                                   |                                                                   |                                                                   |
| 1503         | Cuencas Altiplánicas                                              | Cuencas Altiplánicas                                              | Cuencas Altiplánicas                                              | Cuencas Altiplánicas                                              | Cuencas Altiplánicas                                              | Cuencas Altiplánicas                                              | Cuencas Altiplánicas                                              | Cuencas Altiplánicas                                              | Cuencas Altiplánicas                                              | Cuencas Altiplánicas                                              | Cuencas Altiplánicas                                              | Cuencas Altiplánicas                                              |
| 150300       | Río Lauca                                                         | 0                                                                 | Endorreica                                                        | NA                                                                | Pluvial                                                           | 2.6                                                               | 13.9                                                              | -11.4                                                             | 286.7                                                             | 4                                                                 | 7                                                                 | 2109.4                                                            |
| 150301       | Lago Chungará                                                     | 0                                                                 | Endorreica                                                        | NA                                                                | Pluvial                                                           | 0.6                                                               | 11.8                                                              | -13.6                                                             | 317.8                                                             | 1                                                                 | 3                                                                 | 260.6                                                             |
| 150302       | Río Chusiavida                                                    | 0                                                                 | Endorreica                                                        | NA                                                                | Pluvial                                                           | 2.2                                                               | 13.4                                                              | -11.9                                                             | 305.0                                                             | 1                                                                 | 2                                                                 | 341.6                                                             |
| ...          |                                                                   |                                                                   |                                                                   |                                                                   |                                                                   |                                                                   |                                                                   |                                                                   |                                                                   |                                                                   |                                                                   |                                                                   |
| 1506         | Salar de Surire                                                   | 0                                                                 | Endorreica                                                        | NA                                                                | Pluvial                                                           | 2.5                                                               | 13.8                                                              | -11.7                                                             | 251.4                                                             | 0                                                                 | 1                                                                 | 578.1                                                             |
| ...          |                                                                   |                                                                   |                                                                   |                                                                   |                                                                   |                                                                   |                                                                   |                                                                   |                                                                   |                                                                   |                                                                   |                                                                   |
| 0100         | Cuencas Altiplánicas desde Río Sacaya hasta límite Regional Norte | Cuencas Altiplánicas desde Río Sacaya hasta límite Regional Norte | Cuencas Altiplánicas desde Río Sacaya hasta límite Regional Norte | Cuencas Altiplánicas desde Río Sacaya hasta límite Regional Norte | Cuencas Altiplánicas desde Río Sacaya hasta límite Regional Norte | Cuencas Altiplánicas desde Río Sacaya hasta límite Regional Norte | Cuencas Altiplánicas desde Río Sacaya hasta límite Regional Norte | Cuencas Altiplánicas desde Río Sacaya hasta límite Regional Norte | Cuencas Altiplánicas desde Río Sacaya hasta límite Regional Norte | Cuencas Altiplánicas desde Río Sacaya hasta límite Regional Norte | Cuencas Altiplánicas desde Río Sacaya hasta límite Regional Norte | Cuencas Altiplánicas desde Río Sacaya hasta límite Regional Norte |
| 010000       | Río Todos los Santos                                              | 0                                                                 | Endorreica                                                        | NA                                                                | Pluvial                                                           | 2.3                                                               | 13.6                                                              | -12.0                                                             | 229.3                                                             | 0                                                                 | 0                                                                 | 601.7                                                             |
| 01000100     | Río Sitani                                                        | 1                                                                 | Endorreica                                                        | NA                                                                | Pluvial                                                           | 4.4                                                               | 15.7                                                              | -9.8                                                              | 201.6                                                             | 1                                                                 | 2                                                                 | 990.4                                                             |
| 0100010000   | Quebrada Guarcaqua                                                | 2                                                                 | Endorreica                                                        | NA                                                                | Pluvial                                                           | 4.3                                                               | 15.6                                                              | -9.9                                                              | 186.2                                                             | 0                                                                 | 0                                                                 | 369.9                                                             |
| 01000200     | Río Grande                                                        | 3                                                                 | Endorreica                                                        | NA                                                                | Pluvial                                                           | 4.8                                                               | 16.1                                                              | -9.5                                                              | 173.8                                                             | 1                                                                 | 0                                                                 | 978.7                                                             |
| 0100020000   | Quebrada Chococolloani                                            | 4                                                                 | Endorreica                                                        | NA                                                                | Pluvial                                                           | 3.9                                                               | 15.3                                                              | -10.4                                                             | 169.7                                                             | 0                                                                 | 0                                                                 | 335.7                                                             |
| 010003       | Salar de Coipasa                                                  | 0                                                                 | Endorreica                                                        | NA                                                                | Pluvial                                                           | 5.1                                                               | 16.5                                                              | -9.1                                                              | 162.6                                                             | 0                                                                 | 0                                                                 | 2653.8                                                            |
| 010004       | Quebrada Panavinto                                                | 0                                                                 | Endorreica                                                        | NA                                                                | Pluvial                                                           | 6.6                                                               | 17.8                                                              | -7.7                                                              | 184.3                                                             | 0                                                                 | 0                                                                 | 233.9                                                             |
| 010005       | Río Sacaya                                                        | 0                                                                 | Endorreica                                                        | NA                                                                | Pluvial                                                           | 3.8                                                               | 15.2                                                              | -10.4                                                             | 143.3                                                             | 1                                                                 | 2                                                                 | 606.7                                                             |
| ...          |                                                                   |                                                                   |                                                                   |                                                                   |                                                                   |                                                                   |                                                                   |                                                                   |                                                                   |                                                                   |                                                                   |                                                                   |
| 0104         | Cuencas Altiplánicas desde límite Regional Sur hasta Salar Huayco | Cuencas Altiplánicas desde límite Regional Sur hasta Salar Huayco | Cuencas Altiplánicas desde límite Regional Sur hasta Salar Huayco | Cuencas Altiplánicas desde límite Regional Sur hasta Salar Huayco | Cuencas Altiplánicas desde límite Regional Sur hasta Salar Huayco | Cuencas Altiplánicas desde límite Regional Sur hasta Salar Huayco | Cuencas Altiplánicas desde límite Regional Sur hasta Salar Huayco | Cuencas Altiplánicas desde límite Regional Sur hasta Salar Huayco | Cuencas Altiplánicas desde límite Regional Sur hasta Salar Huayco | Cuencas Altiplánicas desde límite Regional Sur hasta Salar Huayco | Cuencas Altiplánicas desde límite Regional Sur hasta Salar Huayco | Cuencas Altiplánicas desde límite Regional Sur hasta Salar Huayco |
| 01040000     | Salar del Huayco                                                  | 26                                                                | Endorreica                                                        | NA                                                                | Pluvial                                                           | 5.0                                                               | 16.3                                                              | -8.8                                                              | 93.7                                                              | 2                                                                 | 1                                                                 | 431.8                                                             |
| 0104000000   | Río Collecagua                                                    | 27                                                                | Endorreica                                                        | NA                                                                | Pluvial                                                           | 4.2                                                               | 15.5                                                              | -9.7                                                              | 106.8                                                             | 1                                                                 | 0                                                                 | 575.0                                                             |
| 01040000000  | Quebrada de Chuquina                                              | 28                                                                | Endorreica                                                        | NA                                                                | Pluvial                                                           | 3.5                                                               | 14.8                                                              | -10.5                                                             | 122.8                                                             | 0                                                                 | 0                                                                 | 233.2                                                             |
| 010400000000 | Río Piga                                                          | 29                                                                | Endorreica                                                        | NA                                                                | Pluvial                                                           | 3.7                                                               | 15.0                                                              | -10.4                                                             | 131.6                                                             | 3                                                                 | 2                                                                 | 440.7                                                             |
| 010401       | Cuenca Compartida                                                 | 0                                                                 | Endorreica                                                        | NA                                                                | Pluvial                                                           | 4.1                                                               | 15.4                                                              | -9.9                                                              | 94.2                                                              | 0                                                                 | 0                                                                 | 367.0                                                             |
| 01040200     | Salar de Coposa                                                   | 30                                                                | Endorreica                                                        | NA                                                                | Pluvial                                                           | 4.8                                                               | 16.1                                                              | -9.2                                                              | 83.2                                                              | 0                                                                 | 1                                                                 | 635.4                                                             |
| 0104020000   | Quebrada Chusquina                                                | 31                                                                | Endorreica                                                        | NA                                                                | Pluvial                                                           | 4.1                                                               | 15.5                                                              | -9.9                                                              | 74.2                                                              | 0                                                                 | 1                                                                 | 754.8                                                             |

## Hidrología
Algunas de las cuencas del ítem pertenecen directamente al sistema endorreico Titicaca-Desaguadero-Poopó-Salar de Coipasa (TDPS), aunque sus aguas escurren hasta el nivel de equilibrio del sistema, que es el lago Coipasa, solo los años lluviosos. Otras cuencas se sospecha que pueden estar vinculadas subterráneamente al TDPS.

### Red hidrográfica
Los cuerpos de agua considerados en esta categoría son:

### Caudales y régimen
Como indica el inventario DARH, todo el ítem o ítems tienen un régimen pluvial.

### Glaciares
El inventario público de glaciares de Chile 2022 consigna 215 glaciares en los ítems. Estos cubren un área de 24,42 km² y se estima en 0,29 km³ el volumen de agua almacenada. Cabe señalar que la existencia de glaciares no asegura un régimen de alimentación nival o pluvionival, sobre todo cuando la cantidad de agua que fluye de ellos no es suficiente para modificar significativamente el caudal.

## Clima

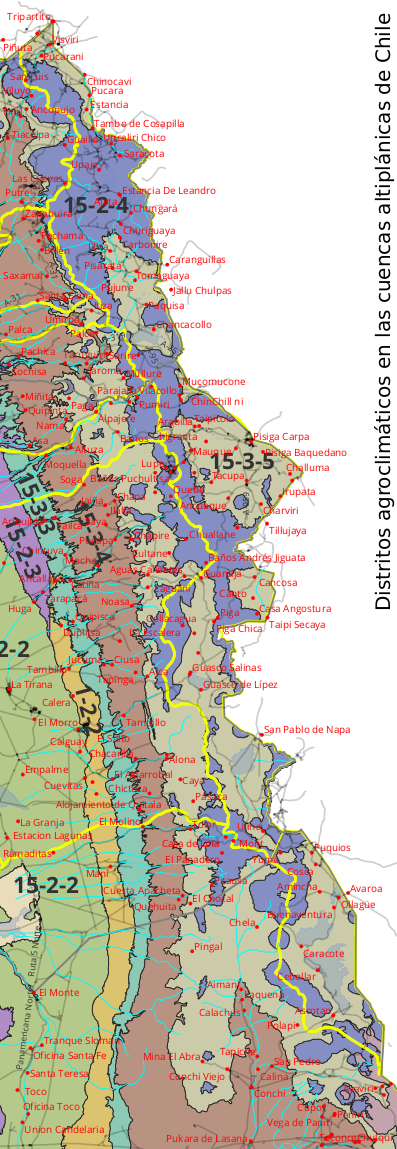
Distritos agroclimáticos en las cuencas altiplánicas. La línea amarilla delimita los ítems del DGA. En rojo las localidades.